# Lingua sudarabica
La lingua sudarabica o yemenita è una lingua semitica, oggi estinta, attestata nella Penisola Arabica meridionale (in particolare nello Yemen) nel periodo dal IX secolo a.C. al VI secolo d.C. Il sudarabico declinò rapidamente con l'arrivo dell'Islam al principio del VII secolo e l'ultima iscrizione risale all'anno 669 dell'era himyaritica (circa 554 d.C.); può tuttavia darsi che la lingua parlata si fosse estinta già tre secoli prima.

## Dialettologia

I dialetti e regni sudarabici verso il 100 d.C.

Il sudarabico non era una lingua unitaria e si è differenziato nel corso della sua lunga esistenza in una pluralità di varietà dialettali. A livello scritto sono arrivate fino ai nostri giorni tracce delle seguenti lingue, che contrariamente a quanto precedentemente presupposto non hanno un comune antenato, e perciò non sono dialetti:
- sabeo: la lingua del regno di Saba e del più tardo Himyar; molto ben attestata, circa 6.000 iscrizioni
  - antico sabeo: dal VIII al II secolo a.C.
  - medio sabeo: dal I secolo a.C. al IV secolo d.C. (il più ricco di fonti)
    - amiritico/haramitico: la lingua delle regioni a nord di Ma'in
    - sabeo centrale: la lingua delle iscrizioni del fulcro sabeo
    - sabeo meridionale: la lingua delle iscrizioni di Radman e Himyar
    - "pseudo-sabeo": attestato a Najrān e nelle sue vicinanze

  - tardo sabeo: dal V al VI secolo d.C.
- mineo/madhabeo: la lingua delle città-stato minee nel Jawf (tranne Hiram) e del successivo Stato di Ma'in (dal VIII al II secolo a.C.). Iscrizioni anche nelle colonie commerciali di Dedan e Madāʾin Ṣāliḥ, in Egitto, e persino a Delo in Grecia (circa 500 iscrizioni)
- qatabanico: la lingua del regno di Qataban (dal V secolo a.C. al II secolo d.C.; 2.000 iscrizioni)
  - awsanico: la lingua del regno di Awsan, poco tramandata (circa 25 iscrizioni, VIII secolo a.C. nonché dal I secolo a.C. al I secolo d.C.)
  - altre varietà, come quella di Radman
- hadramitico/hadramautico: la lingua del Hadramawt e di un'iscrizione dell'isola di Delo (dal V secolo a.C. al IV secolo d.C.; 1000 iscrizioni)

## Fonetica
Con 29 consonanti il sudarabico era la lingua semitica più ricca dal punto di vista fonetico:
|                    |               | bilabiali | dentali       | dentali   | alveolari  | alveolari | postalveolari | palatali | velari | uvulari | faringali | glottidali |
| non enfatiche      | enfatiche     | bilabiali | non enfatiche | enfatiche |            |           | postalveolari | palatali | velari | uvulari | faringali | glottidali |
| ------------------ | ------------- | --------- | ------------- | --------- | ---------- | --------- | ------------- | -------- | ------ | ------- | --------- | ---------- |
| occlusive          | sorde         |           |               |           | t ()       | tˀ (ṭ)    |               |          | k ()   | q ()    |           | ʔ ( ʾ)     |
| occlusive          | sonore        | b ()      |               |           | d ()       |           |               |          | g ()   |         |           |            |
| fricative          | sorde         | f ()      | θ (ṯ)         | zˀ (ẓ)    | s (s3 / ś) | sˀ (ṣ)    | ʃ (s1 / s)    |          | x (ḫ)  |         | ħ (ḥ)     | h ()       |
| fricative          | sonore        |           | ð (ḏ)         |           | z ()       |           |               |          | ɣ (ġ)  |         | ʕ (ˀ)     |            |
| nasali             | nasali        | m ()      |               |           | n ()       |           |               |          |        |         |           |            |
| laterali           | laterali      |           |               |           | l ()       |           |               |          |        |         |           |            |
| vibranti           | vibranti      |           |               |           | r ()       |           |               |          |        |         |           |            |
| approssimanti      | approssimanti | w ()      |               |           |            |           |               | j ( y)   |        |         |           |            |
| laterali fricative | sorde         |           |               |           | ɬ (s2 / š) | ɬˀ (ḍ)    |               |          |        |         |           |            |

## La riscoperta della lingua
Nonostante alcune iscrizioni sudarabiche fossero note in Europa dal XVIII secolo, furono soltanto Wilhelm Gesenius (1786-1842) e il suo discepolo Emil Rödiger a decifrare indipendentemente l'uno dall'altro negli anni 1841-42 gran parte dell'antica scrittura sudarabica. Nella seconda metà dell'Ottocento centinaia di fonti sudarabiche furono portate ed esaminate in Europa da Joseph Halévy ed Eduard Glaser; sulla base di questo corpus Fritz Hommel pubblicò già nel 1893 una prima raccolta di testi selezionati e pose le basi di una grammatica. Lo studio della lingua sudarabica - scienza che venne presto denominata "sabeistica", in omaggio al suo dialetto più rappresentativo - si sviluppò notevolmente con Nikolaus Rhodokanakis e trovò il suo maggiore impulso nei paesi di lingua tedesca. La scoperta di una serie di cilindretti lignei incisi in alfabeto sudarabico, avvenuta negli anni Settanta, diede un ulteriore impulso allo studio e alla decifrazione della lingua sudarabica epigrafica.

## Fonti

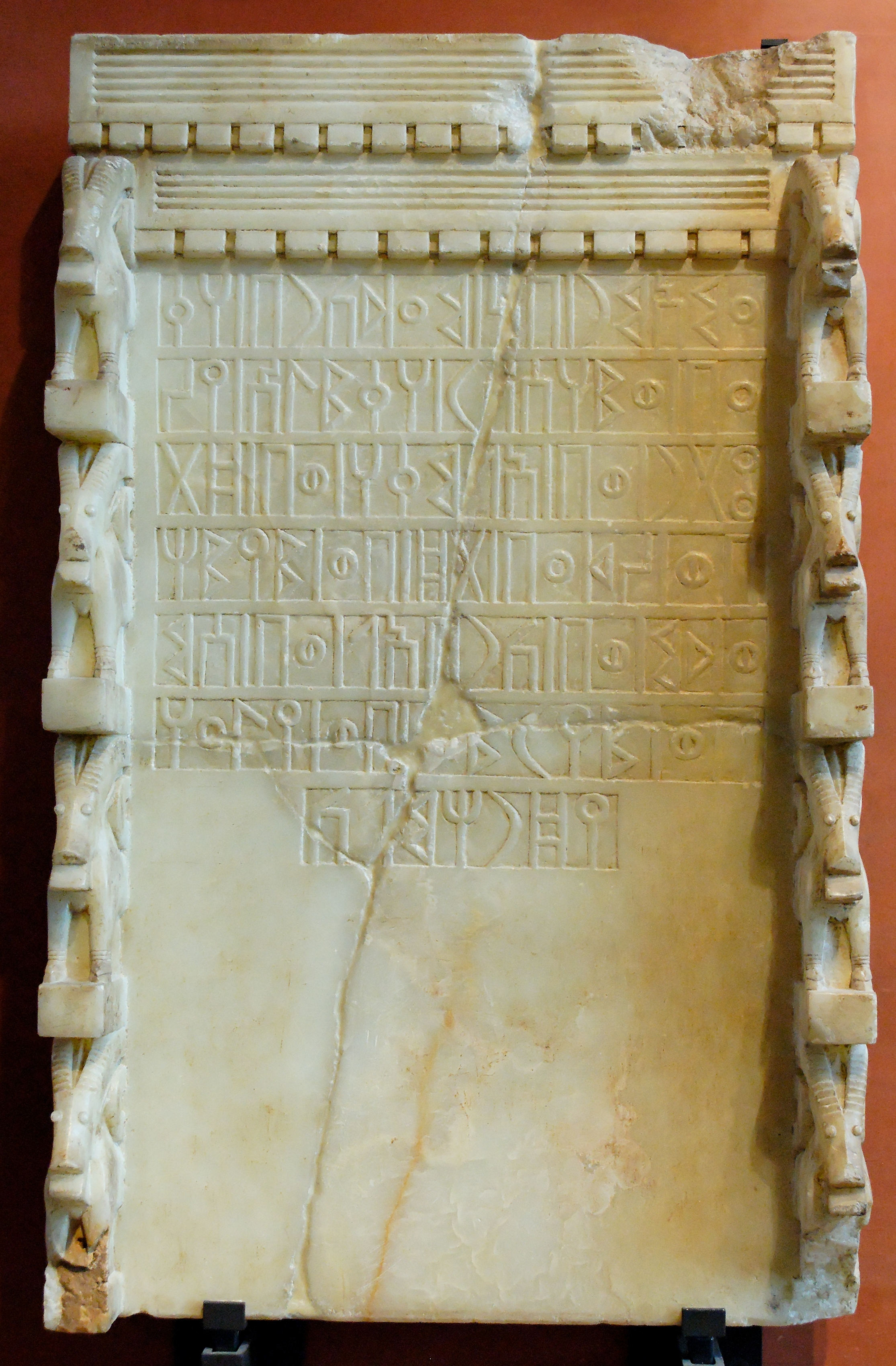
Iscrizione votiva sabea ad Almaqah

Il sudarabico antico era reso graficamente con un particolare alfabeto consonantico, l'alfabeto musnad, derivato da quello fenicio ed era differenziato in varie forme (monumentale e corsivo). Rispetto ad altre lingue del Medio Oriente il sudarabico è fortunatamente ben attestato: sono state trovate finora circa tutto 10 000 iscrizioni, mentre il lessico sabeo ricostruito ammonta a circa 2500 parole. Di tutte le fonti oggi disponibili, la maggior parte è di natura lapidaria (iscrizioni votive, storiche e architettoniche; leggi, decreti e atti notori; graffiti vari), mentre di minor rilevanza sono le poche iscrizioni lignee e su oggetti di uso quotidiano.